# Elektroniske musikinstrumenter
Elektroniske musikinstrumenter er instrumenter, som frembringer lyd ved hjælp af analoge eller digitale procesformer.
Af forskellige elektroniske musikinstrumenter kan nævnes:
- Thereminen – det første elektroniske musikinstrument.
- Subtraktive synthesizere, som former lyden ud fra simple kurveformer og sender dem igennem et eller flere filtre, forstærkere og evt. effekter som rumklang, ekko, chorus, phaser osv.
- Additive synthesizere, som former lyden ved hjælp af mange sinuskurver, som har forskellige frekvenser og amplitudeniveauer.
- Frekvensmodulation – helt grundlæggende to sinuskurver, der modulerer hinanden